# Мађарска Аутономна Покрајина
Мађарска Аутономна Покрајина је био назив аутономне покрајине у саставу Румуније између 1952. и 1960. године, када је преименована у Муреш-Мађарску Аутономну Покрајину. Са новим именом је постојала до 1968. године, када је укинута. Према подацима из 1956. године, покрајина је имала 731.361 становника, од чега 77,3% Мађара, 20,1% Румуна и 1,5% Рома. Званични језици су били румунски и мађарски, а главни град је био Таргу Муреш. Када је 1960. године покрајини промењено име, модификоване су јој и границе, тако да је у новим границама било 62% Мађара уместо 77,3%. Након укидања покрајине 1968. године, на њеном некадашњем подручју су формирани окрузи Муреш, Харгита и Ковасна. 